# 경상남도의 유형문화재 (제501호 ~ 제600호)
경상남도 유형문화재는 지방유형문화재 중에서 경상남도에 있는 문화재를 의미한다.

## 지정목록

### 제501호 ~ 제600호
| 번호     | 사진 | 명칭 | 소재지                                                        | 관리자 (단체)                      | 지정일                                                                       | 참조 |
| 501호    |      | 창원 성주사 석조지장시왕상 (昌原 聖住寺 石造地藏十王像)                                                     | 경남 창원시 성산구 곰절길191(천선동)성주사                    | 성주사 주지 원정                   | 2010년 3월 11일 지정                                                         |      |
| 502호    |      | 창원 성주사 지장보살상 복장물 전적류 (昌原 聖住寺 地藏菩薩像 腹藏物 典籍類)                                 | 경남 창원시                                                   | 성주사 주지 원정                   | 2010년 3월 11일 지정                                                         |      |
| 502-1호  |      | 조성원문 (造成願文)                                                                                         | 경남 창원시                                                   | 성주사 주지 원정                   | 2010년 3월 11일 지정                                                         |      |
| 502-2호  |      | 계초심학인문 (誡初心學人文)                                                                                 | 경남 창원시                                                   | 성주사 주지 원정                   | 2010년 3월 11일 지정                                                         |      |
| 502-3호  |      | 묘법연화경 권제1 (妙法蓮華經 卷第一)                                                                        | 경남 창원시                                                   | 성주사 주지 원정                   | 2010년 3월 11일 지정                                                         |      |
| 502-4호  |      | 묘법연화경 권제1 (妙法蓮華經 卷第一)                                                                        | 경남 창원시                                                   | 성주사 주지 원정                   | 2010년 3월 11일 지정                                                         |      |
| 502-5호  |      | 묘법연화경 권제1 (妙法蓮華經卷第一)                                                                         | 경남 창원시                                                   | 성주사 주지 원정                   | 2010년 3월 11일 지정                                                         |      |
| 502-6호  |      | 묘법연화경 권제1 (妙法蓮華經 卷第一)                                                                        | 경남 창원시                                                   | 성주사 주지 원정                   | 2010년 3월 11일 지정                                                         |      |
| 502-7호  |      | 묘법연화경 권제1,2 (妙法蓮華經 卷第一,二)                                                                   | 경남 창원시                                                   | 성주사 주지 원정                   | 2010년 3월 11일 지정                                                         |      |
| 502-8호  |      | 예수천왕통의 (預修薦王通儀)                                                                                 | 경남 창원시                                                   | 성주사 주지 원정                   | 2010년 3월 11일 지정                                                         |      |
| 502-9호  |      | 모자이혹론 (미성책) (牟子理惑論 (未成冊))                                                                   | 경남 창원시                                                   | 성주사 주지 원정                   | 2010년 3월 11일 지정                                                         |      |
| 502-10호 |      | 달마산사적 (미성책) (達摩山事蹟 (未成冊))                                                                   | 경남 창원시                                                   | 성주사 주지 원정                   | 2010년 3월 11일 지정                                                         |      |
| 502-11호 |      | 불정관세음보살대다라니경 권상 (佛頂觀世音菩薩大陀羅尼經 卷上)                                               | 경남 창원시                                                   | 성주사 주지 원정                   | 2010년 3월 11일 지정                                                         |      |
| 503호    |      | 김해 보현사 불교전적류 (金海 普賢寺 佛敎典籍類)                                                             | 경남 김해시                                                   | 김해 보현사 주지                   | 2010년 10월 7일 지정, 2018년 12월 20일 명칭변경                              |      |
| 503-1호  |      | 십지경론(하) 난승지 제5권 7~ 법운지 제10권 12 (十地經論(下) 難勝地 第五卷 七 ~法雲地 第十卷 十二)           | 경남 김해시                                                   | 김해 보현사 주지                   | 2010년 10월 7일 지정                                                         |      |
| 503-2호  |      | 간집록 (刊集錄)                                                                                             | 경남 김해시 대동면 수안리 71-1번지                            | 김해 보현사 주지                   | 2010년 10월 7일 지정                                                         |      |
| 503-3호  |      | 대방광불화엄경소초 권34 (大方廣佛華嚴經疏鈔 卷三十四)                                                       | 경남 김해시 대동면 수안리 71-1번지                            | 김해 보현사 주지                   | 2010년 10월 7일 지정                                                         |      |
| 503-4호  |      | 경덕전등록 권22~24 (景德傳燈錄 卷二十二~二十四)                                                             | 경남 김해시 대동면 대동로117번길 77                           | 김해 보현사 주지                   | 2010년 10월 7일 지정                                                         |      |
| 503-5호  |      | 대방광원각수다라요의경 권6 (大方廣圓覺修多羅了義經 卷六)                                                    | 경남 김해시 대동면 대동로117번길 77                           | 김해 보현사 주지                   | 2010년 10월 7일 지정                                                         |      |
| 503-6호  |      | 묘법연화경 권1,2 (妙法蓮華經 卷 一,二)                                                                      | 경남 김해시 대동면 대동로117번길 77                           | 김해 보현사 주지                   | 2010년 10월 7일 지정                                                         |      |
| 504호    |      | 함양 도솔암 목조관음보살좌상 (咸陽 兜率庵 木造觀音菩薩坐像)                                                 | 경남 함양군                                                   | 함양 도솔암 주지                   | 2010년 10월 7일 지정                                                         |      |
| 505호    |      | 남해 화방사 청동반자 (南海 花芳寺 靑銅飯子)                                                                 | 경남 남해군                                                   | 남해 화방사 주지                   | 2010년 10월 7일 지정                                                         |      |
| 506호    |      | 하동 금정사 산신탱 (河東 金頂寺 山神幀)                                                                     | 경남 하동군                                                   | 하동 금정사 주지                   | 2010년 10월 7일 지정                                                         |      |
| 507호    |      | 함안 내곡리 청간정 고문서 (咸安 內谷里 淸澗亭 古文書)                                                       | 경남 함안군                                                   | 이동성                             | 2010년 10월 7일 지정                                                         |      |
| 508호    |      | 사천 백천사 불교전적류 (泗川 百泉寺 佛敎典籍類)                                                             | 경남 사천시 백천길 326-2                                      | 사천 백천사 주지                   | 2010년 10월 7일 지정, 2018년 12월 20일 명칭변경                              |      |
| 508-1호  |      | 몽산화상법어약록 (蒙山和尙法語略錄)                                                                         | 경남 사천시                                                   | 사천 백천사 주지                   | 2010년 10월 7일 지정                                                         |      |
| 508-2호  |      | 중편현수법수 (重編賢首法數)                                                                                 | 경남 사천시                                                   | 사천 백천사 주지                   | 2010년 10월 7일 지정                                                         |      |
| 508-3호  |      | 불설수생경·불설예수십왕생칠경(합부) (佛設壽生經·佛設預修十王生七經(合部))                                   | 경남 사천시                                                   | 사천 백천사 주지                   | 2010년 10월 7일 지정                                                         |      |
| 509호    |      | 데라우치 기증 고서화 일괄 (寺內文庫 寄贈 古書畵 一括)                                                       | 경남 창원시 마산합포구 경남대학로 7 (월영동, 경남대학교)      | .                                  | 2010년 10월 14일 지정, 2018년 12월 20일 명칭변경                             |      |
| 510호    |      | 양산 법천사 묘법연화경 (梁山 法泉寺 妙法蓮華經)                                                             | 경남 양산시                                                   | 법천사 주지                        | 2011년 1월 6일 지정, 2018년 12월 20일 명칭변경                               |      |
| 511호    |      | 고성 장의사 석조관음반가상 (固城 藏義寺 石造觀音半跏像)                                                     | 경남 고성군                                                   | 대한불교 조계종 장의사             | 2011년 4월 28일 지정                                                         |      |
| 512호    |      | 하동 청심사 목조아미타여래좌상 (河東 淸心寺 木造阿彌陀如來坐像)                                             | 경남 하동군 악양면 정서리 570번지                             | 대한불교 조계종 청심사             | 2011년 4월 28일 지정                                                         |      |
| 513호    |      | 이정 귀암집 (李楨 龜巖集)                                                                                   | 경남 진주시                                                   | 경상대학교                         | 2011년 4월 28일 지정                                                         |      |
| 514호    |      | 양산 법천사 묘법연화경 권6·7 (梁山 法泉寺 妙法蓮華經 卷六·七)                                               | 경남 양산시                                                   | 대한불교 조계종 법천사             | 2011년 4월 28일 지정                                                         |      |
| 515호    |      | 김해 원명사 예수시왕생칠재의찬요 (金海 圓明寺 預修十王生七齋儀纂要)                                         | 경남 김해시                                                   | 원명사 주지                        | 2011년 9월 8일 지정                                                          |      |
| 516호    |      | 창원 순흥안씨 고문서 및 성책류 일괄 (昌原 順興安氏 古文書 및 成冊類 一刮)                                   | 경남 창원시 의창구 사림로 100번길 19                          | 안희상                             | 2011년 12월 29일 지정, 2018년 12월 20일 명칭변경                             |      |
| 517호    |      | 표암 강세황 행서 팔곡병 (豹菴 姜世晃 行書 八曲屛)                                                           | 경남 밀양시 초동면 초동중앙로 439                             | 성재정                             | 2011년 12월 29일 지정, 2018년 12월 20일 명칭변경                             |      |
| 518호    |      | 김해 원명사 묘법연화경 (金海 圓明寺 妙法蓮華經)                                                             | 경남 김해시                                                   | 박형국                             | 2012년 5월 10일 지정, 2018년 12월 20일 명칭변경                              |      |
| 519호    |      | 김해 원명사 육경합부 (金海 圓明寺 六經合部)                                                                 | 경남 김해시                                                   | 박형국                             | 2012년 5월 10일 지정, 2018년 12월 20일 명칭변경                              |      |
| 520호    |      | 함양 평촌리 신고당 신도비 및 부부 묘표                                                                      | 경남 함양군 지곡면 평촌리 산32                                | 풍천노씨 이로각 종중               | 2012년 7월 12일 지정                                                         |      |
| 521호    |      | 진주 동산리 동안                                                                                            | 경남 진주시 진주대로 501 경상대학교                           | 경상대학교                         | 2012년 7월 26일 지정                                                         |      |
| 522호    |      | 진주 마호당 고문서 일괄                                                                                     | 경남 진주시                                                   | 이 영                              | 2012년 7월 26일 지정, 2018년 12월 20일 명칭변경                              |      |
| 523호    |      | 합천 해인사 국일암 구품도 (陜川 海印寺 國一庵 九품圖)                                                       | 경남 합천군 가야면 해인사길 118-68                            | 해인사 국일암                      | 2012년 7월 26일 지정                                                         |      |
| 524호    |      | 합천 해인사 국일암 신중도 (陜川 海印寺 國一庵 神衆圖)                                                       | 경남 합천군 가야면 해인사길 118-68                            | 대한불교 조계종 해인사             | 2012년 7월 26일 지정                                                         |      |
| 525호    |      | 함양 서운암 신중도                                                                                          | 경남 함양군                                                   | 서운암                             | 2012년 11월 29일 지정                                                        |      |
| 526호    |      | 진주 가봉리 숙부인 상산박씨 묘비 및 석인상 (晉州 佳峰里 淑夫人 商山朴氏 墓碑 및 石人像)                     | 경남 진주시                                                   | 진양하씨운수당공파종중             | 2012년 12월 27일 지정                                                        |      |
| 527호    |      | 진주 검암리 하윤묘비 및 석인상 (晉州 儉岩里 河潤墓碑 및 石人像)                                             | 경남 진주시                                                   | 진양하씨운수당공파종중             | 2012년 12월 27일 지정                                                        |      |
| 528호    |      | 김해 화엄사 묘법연화경 (金海 華嚴寺 妙法蓮華經)                                                             | 경남 김해시 삼안로112번길 28                                  | 김순태                             | 2013년 1월 3일 지정, 2018년 12월 20일 명칭변경                               |      |
| 529호    |      | 양산 통도사 동종 및 종거 (梁山 通度寺 銅鍾 및 鍾虡)                                                         | 경남 양산시 하북면 통도사로 108                               | 통도사 주지                        | 2013년 1월 3일 지정                                                          |      |
| 530호    |      | 양산 통도사 목조사천왕상 (梁山 通度寺 木造四天王像)                                                         | 경남 양산시 하북면 통도사로 108                               | 통도사 주지                        | 2013년 1월 3일 지정                                                          |      |
| 531호    |      | 청주한씨 병사공파 고문서 (靑州韓氏 兵使公派 古文書)                                                         | 경남 진주시                                                   | 경상대학교                         | 2013년 1월 3일 지정, 2018년 12월 20일 명칭변경                               |      |
| 532호    |      | 계재 정제용 초상 (溪齋 鄭濟鎔 肖像)                                                                         | 경남 진주시 진주대로 501                                      | 경상대학교                         | 2013년 1월 3일 지정, 2018년 12월 20일 명칭변경                               |      |
| 533호    |      | 김해 선지사 목조아미타여래좌상 및 복장물 일괄 (金海 仙地寺 木造阿彌陀如來坐像 및 服藏物 一括)               | 경남 김해시                                                   | 선지사 주지                        | 2013년 1월 3일 지정                                                          |      |
| 534호    |      | 양산 광천사 묘법연화경 권4~7 (梁山 光天寺 妙法蓮華經 卷四~七)                                               | 경남 양산시 하북면 백록로 116 (백록리 263)                    | 양산 광천사 주지                   | 2013년 5월 2일 지정, 2013년 5월 9일 지정번호 정정, 2018년 12월 20일 명칭변경 |      |
| 535호    |      | 양산 광천사 육경합부 (梁山 光天寺 六經合部)                                                                 | 경남 양산시 하북면 백록로 116 (백록리 263)                    | 양산 광천사 주지                   | 2013년 5월 2일 지정, 2013년 5월 9일 지정번호 정정, 2018년 12월 20일 명칭변경 |      |
| 536호    |      | 양산 광천사 금강반야바라밀경 권하 (梁山 光天寺 金剛般若波羅蜜經 卷下)                                       | 경남 양산시 하북면 백록로 116 (백록리 263)                    | 양산 광천사 주지                   | 2013년 5월 2일 지정, 2013년 5월 9일 지정번호 정정, 2018년 12월 20일 명칭변경 |      |
| 537호    |      | 김해 이덕사 오대진언 (金海 이덕사 五大眞言)                                                                 | 경남 김해시                                                   | 김해 흥부암 주지                   | 2013년 5월 2일 지정, 2013년 5월 9일 지정번호 정정, 2018년 12월 20일 명칭변경 |      |
| 538호    |      | 고성 운흥사 목조삼세불좌상 (固城 雲興寺 木造三世佛坐像)                                                     | 경남 고성군 하이면 와룡2길 248-28                             | 운흥사 주지                        | 2013년 5월 10일 지정                                                         |      |
| 539호    |      | 박여량 감재일기 (朴汝樑 感齋日記)                                                                           | 함양군 함양읍 팔봉산길 55                                     | 함양군                             | 2013년 10월 24일 지정, 2018년 12월 20일 명칭변경                             |      |
| 540호    |      | 간재 전우 초상화 (艮齋 田愚 肖像畵)                                                                         | 경남 김해시                                                   | 이준규                             | 2013년 10월 24일 지정, 2018년 12월 20일 명칭변경                             |      |
| 541호    |      | 양산 광천사 적멸시중론 (梁山 光天寺 寂滅示衆論)                                                             | 경남 양산시 하북면 백록로 116                                 | 양산 광천사 주지                   | 2013년 10월 24일 지정                                                        |      |
| 542호    |      | 진주 총림선원 시왕도 (晉州 叢林禪院 十王圖)                                                                 | 경남 진주시                                                   | 총림선원                           | 2013년 10월 24일 지정                                                        |      |
| 543호    |      | 산청 정취암 목조관음보살좌상 (山淸 淨趣庵 木造觀音菩薩坐像)                                                 | 경남 산청군 신등면 둔철산로 675-87                            | 산청 정취암 주지                   | 2013년 10월 24일 지정                                                        |      |
| 544호    |      | 양산 통도사 석가여래 영골 사리 부도비 (梁山 通度寺 釋迦如來 靈骨 舍利 浮屠碑)                               | 경남 양산시 통도사로 108 (하북면, 통도사)                     | .                                  | 2014년 1월 2일 지정                                                          |      |
| 545호    |      | 고성 이방 박영장 불망비 (固城 吏房 朴霙長 不忘碑)                                                           | 경남 고성군 고성읍 송학로 135번길 78-1                        | 고성군수                           | 2014년 1월 2일 지정                                                          |      |
| 546호    |      | 밀양 용궁사 대송당 묘원 진영 (密陽 龍宮寺 對松堂 妙圓 眞影)                                                 | 경남 밀양시 용두로 31-8                                       | 밀양 용궁사 주지                   | 2014년 1월 23일 지정                                                         |      |
| 547호    |      | 양산 용화사 아미타불회도 (梁山 龍華寺 阿彌陀佛會圖)                                                         | 경남 양산시 물금읍 원동로 199-133                             | 양산 용화사 주지                   | 2014년 1월 23일 지정                                                         |      |
| 548호    |      | 양산 통도사 응진전 영산회상도 (梁山 通度寺 應眞殿 靈山會上圖)                                               | 경남 양산시 하북면 지산리 통도사로 108                        | 양산 통도사 주지                   | 2014년 3월 20일 지정                                                         |      |
| 549호    |      | 양산 통도사 명부전 지장보살도·시왕도·사자도 (梁山 通度寺 冥府殿 地藏菩薩圖·十王圖·使者圖)                   | 경남 양산시 하북면 지산리 통도사로 108                        | 양산 통도사 주지                   | 2014년 3월 20일 지정                                                         |      |
| 550호    |      | 양산 통도사 오방제위도 (梁山 通度寺 五方帝位圖)                                                             | 경남 양산시 하북면 지산리 통도사로 108                        | 양산 통도사 주지                   | 2014년 3월 20일 지정                                                         |      |
| 551호    |      | 양산 통도사 사직사자도 (梁山 通度寺 四直使者圖)                                                             | 경남 양산시 하북면 지산리 통도사로 108                        | 양산 통도사 주지                   | 2014년 3월 20일 지정                                                         |      |
| 552호    |      | 합천 해인사 원당암 고승 진영 (陜川 海印寺 願堂庵 高僧 眞影)                                                 | 경남 합천군 가야면 해인사길 141-22                            | 합천 해인사 주지                   | 2014년 3월 20일 지정                                                         |      |
| 552-1호  |      | 영허당 진영 (永虛堂 眞影)                                                                                   | 경남 합천군 가야면 해인사길 141-22                            | 합천 해인사 주지                   | 2014년 3월 20일 지정                                                         |      |
| 552-2호  |      | 화월당 진영 (和月堂 眞影)                                                                                   | 경남 합천군 가야면 해인사길 141-22                            | 합천 해인사 주지                   | 2014년 3월 20일 지정                                                         |      |
| 552-3호  |      | 취운당 진영 (就雲堂 眞影)                                                                                   | 경남 합천군 가야면 해인사길 141-22                            | 합천 해인사 주지                   | 2014년 3월 20일 지정                                                         |      |
| 552-4호  |      | 용봉당 진영 (龍峯堂 眞影)                                                                                   | 경남 합천군 가야면 해인사길 141-22                            | 합천 해인사 주지                   | 2014년 3월 20일 지정                                                         |      |
| 552-5호  |      | 침월당 진영 (枕月堂 眞影)                                                                                   | 경남 합천군 가야면 해인사길 141-22                            | 합천 해인사 주지                   | 2014년 3월 20일 지정                                                         |      |
| 552-6호  |      | 능운당 진영 (凌雲堂 眞影)                                                                                   | 경남 합천군 가야면 해인사길 141-22                            | 합천 해인사 주지                   | 2014년 3월 20일 지정                                                         |      |
| 552-7호  |      | 성파당 진영 (星坡堂 眞影)                                                                                   | 경남 합천군 가야면 해인사길 141-22                            | 합천 해인사 주지                   | 2014년 3월 20일 지정                                                         |      |
| 552-8호  |      | 서파당 진영 (西坡堂 眞影)                                                                                   | 경남 합천군 가야면 해인사길 141-22                            | 합천 해인사 주지                   | 2014년 3월 20일 지정                                                         |      |
| 552-9호  |      | 예봉당 진영 (禮峯堂 眞影)                                                                                   | 경남 합천군 가야면 해인사길 141-22                            | 합천 해인사 주지                   | 2014년 3월 20일 지정                                                         |      |
| 552-10호 |      | 연월당 위패형 진영 (淵月堂 位牌形 眞影)                                                                     | 경남 합천군 가야면 해인사길 141-22                            | 합천 해인사 주지                   | 2014년 3월 20일 지정                                                         |      |
| 552-11호 |      | 연곡당 위패형 진영 (蓮谷堂 位牌形 眞影)                                                                     | 경남 합천군 가야면 해인사길 141-22                            | 합천 해인사 주지                   | 2014년 3월 20일 지정                                                         |      |
| 553호    |      | 하동 청계사 권수정혜결사문 (河東 淸溪寺 勸修定慧結社文)                                                     | 경남 하동군 옥종면 안계길 67-182                              | 하동 청계사 주지                   | 2014년 3월 20일 지정                                                         |      |
| 554호    |      | 하동 청계사 대방광불화엄경소 (河東 淸溪寺 大方廣佛華嚴經疏)                                                 | 경남 하동군 옥종면 안계길 67-182                              | 하동 청계사 주지                   | 2014년 3월 20일 지정                                                         |      |
| 555호    |      | 하동 청계사 몽산화상육도보설 (河東 淸溪寺 蒙山和尙六道普說)                                                 | 경남 하동군 옥종면 안계길 67-182                              | 하동 청계사 주지                   | 2014년 3월 20일 지정                                                         |      |
| 556호    |      | 하동 청계사 법화영험전 (河東 淸溪寺 法華靈驗傳)                                                             | 경남 하동군 옥종면 안계길 67-182                              | 하동 청계사 주지                   | 2014년 3월 20일 지정                                                         |      |
| 557호    |      | 하동 청계사 정토보서 (河東 淸溪寺 淨土寶書)                                                                 | 경남 하동군 옥종면 안계길 67-182                              | 하동 청계사 주지                   | 2014년 3월 20일 지정                                                         |      |
| 558호    |      | 하동 청계사 현행서방경 (河東 淸溪寺 現行西方經)                                                             | 경남 하동군 옥종면 안계길 67-182                              | 하동 청계사 주지                   | 2014년 3월 20일 지정                                                         |      |
| 559호    |      | 합천 법연사 법집별행록절요병입사기 (陜川 法然寺 法集別行錄節要幷入私記)                                     | 경남 합천군 가회면 황매산공원길 62-1                          | 합천 법연사 주지                   | 2014년 3월 20일 지정                                                         |      |
| 560호    |      | 사천 백천사 달마대사관심론 (泗川 白泉寺 達磨大師觀心論)                                                     | 경남 사천시 백천길 331(백천동)                                | 사천 백천사 주지                   | 2014년 3월 20일 지정                                                         |      |
| 561호    |      | 사천 백천사 육조대사 법보단경 (泗川 白泉寺 六祖大師 法寶壇經)                                               | 경남 사천시 백천길 331(백천동)                                | 사천 백천사 주지                   | 2014년 3월 20일 지정, 2020년 4월 23일 해제, 보물 제2063호로 승격             |      |
| 562호    |      | 창원 성덕암 예념미타도량참법 (昌原 成德庵 禮念彌陀道場懺法)                                                 | 경남 창원시 마산합포구 추산동 산1                             | 창원 성덕암 주지                   | 2014년 3월 20일 지정                                                         |      |
| 563호    |      | 김해 해광사 대방광원각수다라요의경 (金海 海光寺 大方廣圓覺修多羅了義經)                                     | 경남 김해시 대동면 대동로 153-71                              | 김해 해광사 주지                   | 2014년 3월 20일 지정                                                         |      |
| 564호    |      | 류한 묘소 출토 만장 (柳漢 墓所 出土 輓章)                                                                   | 경남 진주시 남강로 626-35 국립진주박물관                      | 류해성 (진주박물관)                | 2014년 3월 20일 지정                                                         |      |
| 565호    |      | 창녕 신흥사 자치통감 (昌寧 新興寺 資治通鑑)                                                                 | 경상남도 창녕군 창밀로 34 (창녕읍) 창녕박물관                 | 창녕박물관                         | 2015년 1월 15일 지정                                                         |      |
| 566호    |      | 창녕 신흥사 대혜보각선사서 (昌寧 新興寺 大慧普覺禪師書)                                                     | 경상남도 창녕군 창밀로 34 (창녕읍) 창녕박물관                 | 창녕박물관                         | 2015년 1월 15일 지정                                                         |      |
| 567호    |      | 정문부 농포집 목판 (鄭文孚 農圃集 木版)                                                                     | 경남 진주시 이반성면 용암길 59-2                              | 해주정씨 충의공파종중              | 2015년 1월 15일 지정                                                         |      |
| 568호    |      | 사천 백운암 대방광원각수다라요의경(권하) (泗川 白雲庵 大方廣圓覺修多羅了義經(卷下))                         | 경남 사천시 사천읍 토촌길 181-15                              | 사천 백운암 (백운암 주지)          | 2015년 1월 15일 지정                                                         |      |
| 569호    |      | 사천 백운암 대방광원각수다라요의경(권4) (泗川 白雲庵 大方廣圓覺修多羅了義經(卷四))                          | 경남 사천시 사천읍 토촌길 181-15                              | 사천 백운암 (백운암 주지)          | 2015년 1월 15일 지정                                                         |      |
| 570호    |      | 사천 백운암 대방광불화엄경 (泗川 白雲庵 大方廣佛華嚴經)                                                     | 경남 사천시 사천읍 토촌길 181-15                              | 사천 백운암 (백운암 주지)          | 2015년 1월 15일 지정                                                         |      |
| 571호    |      | 양산 가사암 아비달마대비바사론 (梁山 袈娑庵 阿毗達磨大毗婆沙論)                                             | 경남 양산시 하북면 용연리 138-1949 (가사암)                   | 송○근 (송○근)                      | 2015년 1월 15일 지정, 2016년 9월 29일 명칭 변경                              |      |
| 572호    |      | 창원 금룡사 입능가경 (昌原 金龍寺 入楞伽經)                                                                 | 경남 창원시 마산합포구 교방남4길80-1                          | 정연효                             | 2015년 1월 15일 지정, 2015년 1월 21일 명칭 변경                              |      |
| 573호    |      | 김해 바라밀선원 대방광원각수다라요의경 약초서 (金海 波羅蜜禪院 大方廣圓覺修多羅了義經 略鈔序)               | 경남 김해시 구지로 54 (바라밀선원)                            | 김해 바라밀선원 (김해 바라밀선원)  | 2015년 1월 15일 지정, 2016년 9월 29일 명칭 변경                              |      |
| 574호    |      | 합천 해인사 영산회괘불도 (陜川 海印寺 靈山會掛佛圖)                                                         | 경남 합천군 가야면 해인사길 122                               | 합천 해인사 (해인사 주지)          | 2015년 1월 15일 지정                                                         |      |
| 575호    |      | 남해 보리암 목조관음보살좌상 불감 (南海 菩提庵 木造觀音菩薩坐像 佛龕)                                       | 경남 남해군 남해읍 상주리 2065                                | 남해 보리암 (보리암 주지)          | 2015년 1월 15일 지정                                                         |      |
| 576호    |      | 창녕 관룡사 명부전 목조지장보살삼존상 및 시왕상 일괄 (昌寧 觀龍寺 冥府殿 木造地藏菩薩三尊像 및 十王像 一括) | 경남 창녕군 창녕읍 옥천리 292                                 | 창녕 관룡사 (관룡사 주지)          | 2015년 1월 15일 지정                                                         |      |
| 577호    |      | 양산 신흥사 대광전 석조석가여래삼존좌상 (梁山 新興寺 大光殿 石造釋迦如來三尊坐像)                           | 경남 양산시 원동면 원동로 2282-111                            | 양산 신흥사 (신흥사 주지)          | 2015년 1월 15일 지정                                                         |      |
| 578호    |      | 박필리·박사눌 교지첩 (朴弼理·朴師訥 敎旨帖)                                                                 | 경남 창원시 마산합포구 경남대학로 7(월영동) 경남대학교 박물관 | 경남대학교 총장                    | 2015년 6월 11일 지정                                                         |      |
| 579호    |      | 창원 성흥사 목조아미타여래삼존좌상 (昌原 聖興寺 木造阿彌陀如來三尊坐像)                                     | 경남 창원시 진해구 대장로 273(대장동)                         | 창원 성흥사 (성흥사 주지)          | 2015년 6월 11일 지정                                                         |      |
| 580호    |      | 김해 화엄사 지장보살본원경 (金海 華嚴寺 地藏菩薩本願經)                                                     | 경남 김해시 삼안로 112번길 28(삼방동)                         | 김순태                             | 2015년 6월 11일 지정                                                         |      |
| 581호    |      | 양산 불광사 예념미타도량참법 (梁山 佛光寺 禮念彌陀道場懺法)                                                 | 경남 양산시 하북면 삼덕2길 38                                 | 이문수                             | 2015년 6월 11일 지정                                                         |      |
| 582호    |      | 김해 연화사 목조석가여래삼존좌상 (海 蓮華寺 木造釋迦如來三尊坐像)                                           | 경남 김해시 구지로 180번길 23-1(동상동)                       | 이정달                             | 2015년 6월 11일 지정                                                         |      |
| 583호    |      | 창원 금룡사 목조보살입상 (昌原 金龍寺 木造菩薩立像)                                                         | 경남 창원시 마산합포구 교방남 4길 80-1(성호동)                | 창원 금룡사 (금룡사 주지)          | 2015년 6월 11일 지정                                                         |      |
| 584호    |      | 함안 장춘사 석조석가여래삼존좌상 (咸安 長春寺 石造釋迦如來三尊坐像)                                         | 경남 함안군 칠북면 북원로 110-1                               | 함안 장춘사 (장춘사 주지)          | 2015년 6월 11일 지정                                                         |      |
| 585호    |      | 양산 통도사 부도 (梁山 通度寺 浮屠)                                                                         | 경남 양산시 하북면 지산리 258번지 외                          | 양산 통도사 (통도사 주지)          | 2015년 7월 30일 지정                                                         |      |
| 586호    |      | 창원 성흥사 목조석가여래삼존좌상 및 십육나한상 일괄 (昌原 聖興寺 木造釋迦如來三尊坐像 및 十六羅漢像 一括)   | 경남 창원시 진해구 장동 180                                   | 창원 성흥사                        | 2015년 10월 29일 지정                                                        |      |
| 587호    |      | 하동 법성선원 집별행록절요병입사기 (河東 法成禪院 集別行錄節要幷入私記)                                     | 경남 하동군 옥종면 고무능골길 63-45                           | 배성자                             | 2015년 10월 29일 지정                                                        |      |
| 588호    |      | 하동 법성선원 운수단작법 (河東 法成禪院 雲水壇作法)                                                         | 경남 하동군 옥종면 고무능골길 63-45                           | 배성자                             | 2015년 10월 29일 지정                                                        |      |
| 589호    |      | 하동 법성선원 육경합부 (河東 法成禪院 六經合部)                                                             | 경남 하동군 옥종면 고무능골길 63-45                           | 배성자                             | 2015년 10월 29일 지정                                                        |      |
| 590호    |      | 하동 법성선원 표충사기 (河東 法成禪院 表忠祠記)                                                             | 경남 하동군 옥종면 고무능골길 63-45                           | 배성자                             | 2015년 10월 29일 지정                                                        |      |
| 591호    |      | 창원 대광사 석문홍각범임간록 (昌原 大廣寺 石門洪覺範林間錄)                                                 | 경남 창원시 진해구 진해대로 303                               | 창원 대광사                        | 2015년 10월 29일 지정                                                        |      |
| 592호    |      | 거제 총명사 예념미타도량참법 (巨濟 聰明寺 禮念彌陀道場懺法)                                                 | 경남 거제시 신부로4길 40                                      | 거제 총명사                        | 2015년 10월 29일 지정                                                        |      |
| 593호    |      | 밀양 양여창 묘갈 및 상석 (密陽 梁汝昌 墓碣 및 床石)                                                         | 경남 밀양시 용평동 산 25-2번지                                | 남원양씨 밀직공파 밀양종중         | 2015년 11월 5일 지정                                                         |      |
| 594호    |      | 양산 가야진사 출토 분청사기 제기 일괄 (梁山 伽倻津祠 出土 粉靑沙器 祭器 一括)                               | 경남 양산시 북정로 78 양산시립박물관                          | 국유(양산시립박물관)               | 2016년 2월 4일 지정                                                          |      |
| 595호    |      | 양산 불광사 관음경 (梁山 佛光寺 觀音經)                                                                     | 경남 양산시 하북면 삼덕2길 38                                 | 양산 불광사                        | 2016년 2월 4일 지정                                                          |      |
| 596호    |      | 양산 가사암 불설대보부모은중경 (梁山 袈娑庵 佛說大報父母恩重經)                                             | 경남 양산시 하북면 용연리 138-1949 (가사암)                   | 송영근 (송영근)                    | 2016년 6월 2일 지정, 2016년 9월 29일 명칭 변경                               |      |
| 597호    |      | 김해 여여정사 육조법보단경 (金海 如如精舍 六祖法寶壇經)                                                     | 경남 김해시 가야로30번길 1                                    | 심우섭 (심우섭)                    | 2016년 9월 29일 지정                                                         |      |
| 598호    |      | 함양 영원사 목조보살좌상 및 복장물 일괄 (咸陽 靈源寺 木造菩薩坐像 및 腹藏物 一括)                           | 경남 함양군 마천면 삼정리 953                                 | 함양 영원사 (함양 영원사)          | 2016년 9월 29일 지정                                                         |      |
| 599호    |      | 양산 통도사 취운전 (梁山 通度寺 翠雲殿)                                                                     | 경남 양산시 하북면 지산리 596                                 | 대한불교조계종 제15교구본사 통도사 | 2016년 12월 1일 지정                                                         |      |
| 600호    |      | 남해 세심사 금동여래입상 (南海 洗心寺 金銅如來立像)                                                         | 경남 남해군 창선면 흥선로 767-28                              | 남해 세심사                        | 2017년 1월 5일 지정                                                          |      |